# Pyrus theifera
Pyrus theifera là loài thực vật có hoa trong họ Hoa hồng. Loài này được (Rehder) L.H. Bailey miêu tả khoa học đầu tiên năm 1916.